# Team H「博多傳奇」
Team H「博多傳奇」（日语：チームH「博多レジェンド」）是 HKT48 Team H 的劇場公演。

## 概要
「博多傳奇」是 HKT48 Team H 的第2台公演（但官方网站上未写明），但並不是自身的專屬公演或48系的劇場公演，而是類似AKB48（2012新組閣）於2012年11月1日實施的「Waiting」公演，由成員自行設計曲目，而本公演的曲目內容則包括AKB48的單曲、劇場公演以及HKT48自身的第一張單曲《喜歡！喜歡！小跳步！》（スキ!スキ!スキップ!）的主打曲及其c/w曲。 
本公演於2013年2月17日的“手牽手”公演的千秋樂中發表。

## 公演内容

### 曲目
1. 《overture》（HKT48 ver.）
（作編曲：尾澤拓実、演唱：TAZ）
全HKT48公演通用。
2. 《HKT48》
（作詞：秋元康、作曲：渡辺未来（日语：渡辺未来）、編曲：高梨康治）
3. 《因為喜歡你（「因為喜歡你」博多方言 ver.）》 （君のことが好きやけん） 
（作詞：秋元康、作曲：織田哲郎、編曲：野中MASA雄一（日语：野中“まさ”雄一））
4. 《男友制作法》 （ボーイフレンドの作り方） 
（作詞：秋元康、作曲：Rie、編曲：百石元）
5. 《初戀蝴蝶》 （初恋バタフライ） 
（作詞：秋元康、作曲：杉山勝彦、編曲：生田真心）
6. 《玻璃般的我愛你》 （ガラスのI LOVE YOU） 
（作詞：秋元康、作曲：太田美知彦（日语：太田美知彦）、編曲：Blu）
7. 《制服的抵抗》 （制服レジスタンス） 
（作詞：秋元康、作曲：伊藤心太郎、編曲：百石元）
8. 《心型病毒》 （ハート型ウイルス） 
（作詞：秋元康、作編曲：井上义正（日语：井上ヨシマサ））
9. 《無望之泪》 （てもでもの涙） 
（作詞：秋元康、作曲：寺畑早知子、編曲：田口智則（日语：田口智則）、稲留春雄）
10. 《天國小子》 （天国野郎） 
（作詞：秋元康、作編曲：後藤次利）
11. 《制服的班比》 （制服のバンビ） 
（作詞：秋元康、作曲：若田部誠、編曲：野中MASA雄一）
12. 《遠距離海報》 （遠距離ポスター） 
（作詞：秋元康、作曲：小川耕太（日语：小川コータ）、編曲：野中MASA雄一）
13. 《Two years later》
（作詞：秋元康、作曲：宮島律子、編曲：市川裕一）
14. 《洄游魚的容積》 （回遊魚のキャパシティ） 
（作詞：秋元康、作曲：Gajin（日语：Gajin）、編曲：市川裕一）
15. 《暹羅貓》 （シャムネコ） 
（作詞：秋元康、作曲：渡辺拓也（日语：渡辺拓也）、編曲：野中MASA雄一）
16. 《大聲鑽石》 （大声ダイヤモンド） 
（作詞：秋元康、作曲、編曲：井上义正）
17. 《未來的門》 （未来の扉） 
（作詞：秋元康、作曲：太田美知彦、編曲：藤田哲也）

安可曲
1. 《想見你》 （会いたかった） 
（作詞：秋元康、作曲：BOUNCEBACK（日语：BOUNCEBACK）、編曲：田口智則、稲留春雄）
2. 《求求你華倫亭》（お願いヴァレンティヌ）
（作詞：秋元康、作曲：小川耕太、編曲：生田真心）
3. 《喜歡！喜歡！小跳步！》（スキ!スキ!スキップ!）
（作詞：秋元康、作曲：小林祐介（日语：THE NOVEMBERS）、編曲：武藤星児）
4. 《白襯衫》 （白いシャツ） 
（作詞：秋元康、作編曲：上田晃司）

- 自11月7日的公演开始，由于新上演的向日葵组（ひまわり組）“睡衣兜风”公演中也有《无望之泪》一曲，为避免重复，将演出中的此首歌曲更换为了《禁忌的2人》
  - 《禁忌的2人》
（作詞：秋元康、作曲：、編曲：景家淳）

## HKT48 Team H「博多傳奇」公演

### 公演概要
- 公演期間：2013年3月1日 - 2014年4月17日[3]　共110场
  - 2013年4月5日於AKB48劇場進行出張公演 （支援成員為山田麻莉奈） [4]
  - 2013年5月11日於TOKYO DOME CITY HALL進行公演 （支援成員為朝長美櫻） [5]

- 出演成員
  - 穴井千尋、植木南央、多田愛佳、熊澤世莉奈、兒玉遙、指原莉乃、下野由貴、田中菜津美、中西智代梨、松岡菜摘、宮脇咲良、村重杏奈、本村碧唯、森保圓（森保まどか）、若田部遙、支援成员（研究生）
  - 上述成員缺席時，會由研究生代演
  - 由於Team H只有15名成員，所以每場公演都會與一名支援成員一同演出，其位置由山田麻莉奈[註 1] 、谷真理佳[註 2] 、今田美奈[註 3] 、朝長美櫻[註 4] 、岡田栞奈[註 5] 和 後藤泉[註 6] 等人輪流交替
    - 在2013年6月21日，AKB48的單曲選拔組到了福岡進行PV拍攝工作。因此AKB48的渡邊麻友作特別嘉賓出演當天公演的前座Girl[註 7] ，與熊澤世莉奈、田中菜津美披露了遺憾少女（殘念少女）、而SKE48的須田亞香里則於公演上發動安可。除了渡邊、須田外，同場觀賞公演的還有SKE48的松井玲奈和NMB48的渡邊美優紀。[6]

- 分組曲成員 （◎代表center） 
  - 玻璃般的我愛你 （植木･兒玉･宮脇･本村）
  - 制服的抵抗 （熊澤･指原◎･田中）
  - 心型病毒 （穴井･多田◎･若田部）
  - 無望之泪→禁忌的2人 （松岡･森保）
  - 天國小子 （下野･中西･村重･支援成员）
  - 制服的班比 （指原◎･兒玉･宮脇）
  - 遠距離海報 （每次7人輪流交替）

## 劇場公演DVD

### Team H「博多傳奇」（DVD）
- 收录成员[7]
穴井千尋、植木南央、多田愛佳、熊沢世莉奈、兒玉遥、指原莉乃、下野由貴、田中菜津美、中西智代梨、松岡菜摘、宮脇咲良、村重杏奈、本村碧唯、森保圓、若田部遥、岡田栞奈（研究生）
- 收录曲
  1. overture（HKT48 ver.）
  2. HKT48
  3. 因为喜欢你（“因为喜欢你”博多方言 ver.）
  4. 男友制作法
  5. 初恋蝴蝶
  6. 玻璃般的我爱你（演唱：兒玉、宮脇、本村、植木）
  7. 制服的抵抗（演唱：指原、熊沢、田中菜）
  8. 心型病毒（演唱：多田、穴井、若田部）
  9. 禁忌的2人（演唱：松岡、森保）
  10. 天国野郎（演唱：村重、中西、下野、岡田）
  11. 制服的班比（演唱：指原、兒玉、宮脇）
  12. 远距离海报（演唱：穴井、多田、松岡、森保、本村、植木、若田部）
  13. Two years later
  14. 洄游鱼的容积
  15. 暹罗猫
  16. 大声钻石
  17. 未来的门
  18. 好想见你
  19. 喜欢！喜欢！小跳步！
  20. 甜瓜汁（メロンジュース）
  21. 白衬衫

## 註腳
1. ↑  山田麻莉奈的初日公演為2013年3月1日。. HKT48官博. 2013年2月23日  [2014年1月9日]. （原始内容存档于2014年1月9日） （日语）.
2. ↑  谷真理佳的初日公演為2013年3月7日。. HKT48官博. 2013年3月1日  [2014年1月9日]. （原始内容存档于2014年1月9日） （日语）.
3. ↑  今田美奈的初日公演為2013年3月15日。. HKT48官博. 2013年3月9日  [2014年1月9日]. （原始内容存档于2014年1月9日） （日语）.
4. ↑  朝長美櫻的初日公演為2013年5月8日。. HKT48官博. 2013年5月2日  [2014年1月9日]. （原始内容存档于2014年1月9日） （日语）.
5. ↑  岡田栞奈的初日公演為2013年6月21日。. HKT48官博. 2013年6月15日  [2014年1月9日]. （原始内容存档于2014年1月9日） （日语）.
6. ↑  後藤泉的初日公演為2013年7月2日。. HKT48官博. 2013年6月26日  [2014年1月9日]. （原始内容存档于2014年1月9日） （日语）.
7. ↑  是為HKT48首次於公演前演出前座Girls。